# رونالد مارکاریان
رونالد هراند مارکاریان (ارمنی: Ռոնալդ Մարգարյան؛ انگلیسی: Ronald Hrant Markarian؛ زادهٔ ۲۷ ژوئن ۱۹۳۱ - درگذشته  ۱۲ اکتبر ۲۰۱۹) سرلشگر بازنشسته ارمنی‌تبار نیروی هوایی ایالات متحده آمریکا که ریاست خدمات سربازی ایالت کالیفرنیا را برعهده داشت.

## زندگی‌نامه
در ۲۷ ژوئن ۱۹۳۱ در فرزنو، کالیفرنیا به دنیا آمد و از دانشگاه ایالتی کالیفرنیا در فرزنو فارغ‌التحصیل شد. وی همچنین برندهٔ جوایزی همچون نشان هوایی و نشان ستاره برنزی شده‌است. وی همچنین در جنگ ویتنام حضور یافت. مارکاریان در سال ۲۰۰۹ به تالار مشاهیر کلوویس راه‌یافت. وی در ۱۲ اکتبر ۲۰۱۹ در سن ۸۸ سالگی درگذشت.